# 七人の証人
『七人の証人』（しちにんのしょうにん）は、西村京太郎の長編推理小説。1977年に実業之日本社から刊行された。
無人島を舞台にした作品で、西村の作品としては『殺しの双曲線』以来の「クローズド・サークル型」の舞台設定となる。このため、事件に直接登場する人物は、探偵役の十津川警部を含めて9人のみ。また、連続殺人ものでもある。

## ストーリー
警視庁捜査一課の十津川警部は、深夜、帰宅途中を何者かに襲われ、不覚にも誘拐されてしまう。気がついた時には、奇妙な場所にいた。そこは無人島を改装し、世田谷区にある町の一部分をそっくり再現した場所だった。散策する十津川の前に、建物や車から次々と人間が現れる。彼ら7人の共通点は、1年前の3月27日（基点となるのは26日の夜）に起こった「木下誠一郎殺人事件」の目撃者であり、法廷で証言していたことだった。
そして、十津川ら8人を誘拐した老人・佐々木勇造が、猟銃を手に現れる。佐々木の息子・佐伯信夫は、「木下誠一郎殺人事件」の容疑者として実刑判決を受け、服役中に病死していた。佐々木の目的は、証言の信憑性を自らの手で確かめることであり、そのために無人島に犯行現場とその周辺を再現していたのだった。また、事件に無関係な十津川を誘拐したのは、客観的な立場から事件を検討させるためであった。
検証が始まり、事実が浮き彫りになっていく。ある者は虚栄心から、またある者は自分に不利な事実をごまかすため、証言に虚偽の内容を盛り込んでいた。それが明らかになるにつれ、証人が次々と殺害されてゆく。犯人は息子の復讐を狙う父親なのか、それとも他の証人の中にいるのか?佐々木ではない場合、動機はどこにあるのか?十津川は7人の証人達の人物像と証言を検討し、解決の大きなヒントを掴む。

## 登場人物
十津川省三
警視庁捜査一課の警部。帰宅中、拉致される。客観的な立場からの検証役を期待されて連れてこられた。
佐々木と7人の仲裁役となり、佐々木をリンチから守ったり、逆に佐々木の猟銃を海へ捨てる、などの方法をとる。
作品の上でも探偵役を務める。
佐々木勇造
佐伯信夫の父親。年齢は64歳。ブラジルで18年過ごし、大金を手にしていた。
生き別れた一人息子の無実を信じ、全財産を投じて無人島に町を再現。証人達のことを調べ上げた上で今回の事件を起こす。行動は突飛で情熱的だが、理性的な対応を心がける人物。
島の建物は、事件に関係する部分（各人の住居など）は精密に再現してあるが、それ以外はハリボテになっている。
無人島は東京のラジオ放送が入る距離にあるが、「一番近い島まで30kmはある」と説明している。島を出る方法は、定時に接近するボートに合図をすることだが、「事件解決までは合図を出さない」、と宣言した。

### 故人
本編開始時点では故人となっている人物（1年前の事件の容疑者と被害者）。
佐伯信夫
1年前の事件の容疑者。懲役9年の刑を宣告されたが、獄中で病死。年齢は事件当時21歳。無職で住所不定だった。
母子家庭に育ち、前科（強盗）があった。殺人事件に関しては、凶器のナイフが自分の物であることと、被害者の財布を盗んだことの2点だけは認めていた。
木下誠一郎
1年前の事件の被害者。太陽物産第3営業部課長。年齢は事件当時37歳。
妻と幼い娘がいた。

### 7人の証人たち
太字の証言は、島の検証で訂正されたもの（実際に即した証言）。
なお、3名（小林啓作、岡村精一、浜野光彦）以外は、この町（A町3丁目付近）の住人である。
三根ふみ子
第1の証人。バー「ロマンス」マダム。年齢は37歳。「ロマンス」を再現した屋内で意識を取り戻す。一同に飲食物を提供した。
「佐伯と木下が口論し、佐伯がナイフを掴んで木下を追いかけて行った」と証言。
小林啓作
第2の証人。バー「ロマンス」の常連客。年齢は60歳で、中小企業（不動産会社）を定年退職している。最終役職は係長だった。小心者。妻は6年前に死亡し、一人娘は結婚して北海道にいる。
「ロマンス」を再現した屋内で意識を取り戻す。
「佐伯・木下が来店した際に同席していた」と述べ、三根ふみ子と同じ証言をする。
岡村精一
第3の証人。中央銀行N支店の副支店長。年齢は36歳。エリート意識が強いが、保身に汲々としている。神奈川県茅ヶ崎市在住。妻子あり。
愛車を模したシルバーメタリックのスカイラインGTの中で意識を取り戻した。
部下の千田美知子を車で送ってきた際、「佐伯がナイフを掴んで走り過ぎるのを見た」と証言した。
実は千田とは不倫の仲であり、事件当日は座席を倒して情交に耽っていたため、証言は誇張されていた。島で追及され、「誰も見ていない」と、証言を翻す。
島での第1の犠牲者。
千田美知子
第4の証人。中央銀行N支店勤務で、年齢は29歳。気が強い。結婚を控えている（不倫に未練はなかった）。
岡村と同じく、スカイラインGTの中で意識を取り戻した。
1年前は岡村精一と同じ証言をした。島で証言を検証され、「誰かが一人だけ走って行った」と訂正する（岡村と同じ証言ではない）。
第2の犠牲者。
山口博之
第5の証人。浪人生。年齢は19歳。記憶力が良いが、軽い性格。路上で意識を取り戻した。
「佐伯が木下を脅して刺す声を聞き、逃走するのを見た」と証言。
実際は、「佐伯が死体のそばに立って」いたのを見、「目が合い、佐伯が逃げ出した」だけだった。「佐伯の脅し文句」として証言したセリフは、事件当夜に放送していたテレビドラマのもの。
浜野光彦
第6の証人。フリーカメラマン。年齢は27歳。やたらと自己主張をする。盛岡出身。
愛車である茶色のホンダシビックを再現した車で意識を取り戻した。
「佐伯が木下を刺殺する現場を見、証拠写真を撮影した」と証言。この写真で報道写真賞を受賞している。
実際は刺殺する瞬間は見ておらず、「ナイフを抜く瞬間」を目撃して撮影しただけだった。
安藤つね
第7の証人。果実店経営。年齢は69歳。協調性がない。また、水商売の女性（三根ふみ子）を嫌っている。果実店を再現した屋内で意識を取り戻す。
「犯行後の佐伯が飛び込んできて、強盗被害に遭った」と証言。
実際は、事件直後に佐伯がリンゴ2個を買い求めただけだった。
第3の被害者。